# Liste der Baudenkmale in Wolgast
In der Liste der Baudenkmale in Wolgast sind alle denkmalgeschützten Bauten der Stadt Wolgast (Mecklenburg-Vorpommern) und ihrer Ortsteile aufgeführt. Grundlage ist die amtliche Denkmalliste des Landkreises Ostvorpommern mit dem Stand vom 30. Dezember 1996. 
Neben den Baudenkmalen ist die Eisenbahnfähre Stralsund als Bewegliches Denkmal in die Denkmalliste aufgenommen.
(Die unter ID eingetragenen Nummern sind nur zur Sortierung gedacht, es handelt sich nicht um die amtlichen Kennzeichnungen.)

## Baudenkmale nach Ortsteilen

### Wolgast
| ID | Lage                                                               | Bezeichnung                                                                   | Beschreibung | Bild                                                                          |
| -- | ------------------------------------------------------------------ | ----------------------------------------------------------------------------- | --- | ----------------------------------------------------------------------------- |
|    | Alter Friedhof, Feldstraße, Chausseestraße (Karte)                 | Alter Friedhof mit Einfriedung und Gittertoren                                | Backsteinfriedhofspforte mit Schrifttafeln und Eisengittertor, südwestlich an der Feldstraße (1. Tor) und parallel zur Chausseestraße (2. Tor und Einfriedung) | Weitere Bilder                                                                |
|    | Alter Friedhof, Feldstraße (Karte)                                 | Friedhofskapelle                                                              | 1-gesch. gelber Klinkerbau | Friedhofskapelle                                                              |
|    | Alter Friedhof, Feldstraße (Karte)                                 | Gertrudenkapelle                                                              | Backsteingotischer, 12-eckiger Zentralbau von um 1420, Zeltdach mit schlanken Mitteltürmchen von 1420, ab 1863 Sanierung mit neugotischen Elementen und Entfernung barocker Ausstattungen. | Weitere Bilder                                                                |
|    | Am Lustwall 7 (Karte)                                              | Schule mit Turnhalle                                                          | 2-gesch. Putzbau von um 1900 mit Mittelrisalit und Satteldach, ehemalige Wilhelmschule, die Turnhalle schräg dahinter ist ein Klinkerbau und besitzt eine kleine Zuschauertribüne | Schule mit Turnhalle                                                          |
|    | Am Lustwall (Karte)                                                | Ausspanne                                                                     | quadratischer, schuppenartiger Flachbau, Klinkerstein mit Fachwerk, heute als Restaurant in Benutzung | Ausspanne                                                                     |
|    | Am Paschenberg (Karte)                                             | Mühle mit Speicher                                                            | 6-gesch. Klinkerbau mit Zeltdach, 2-gesch. Anbau und 8-eck. Turmbau | Mühle mit Speicher                                                            |
|    | Am Speicher (Karte)                                                | Speicher (2006 abgebrannt)                                                    | Kornspeicher als 3-gesch. Fachwerkgebäude von 1836; in Benutzung bis 2006, dann 2006 abgebrannt durch Brandstiftung | Speicher (2006 abgebrannt)                                                    |
|    | An der Stadtmauer 10 (Karte)                                       | Wohnhaus                                                                      | | Wohnhaus                                                                      |
|    | An der Stadtmauer 11 (Karte)                                       | Wohnhaus                                                                      | | Wohnhaus                                                                      |
|    | August-Dähn-Straße 2 (Karte)                                       | Wohnhaus                                                                      | 2-gesch., sanierter Putzbau im Stil der Bäderarchitektur | Wohnhaus                                                                      |
|    | August-Dähn-Straße 5 (Karte)                                       | Wohnhaus                                                                      | 2-gesch., sanierter Putzbau mit 3-gesch. Zwerchgiebel und Krüppelwalm | Wohnhaus                                                                      |
|    | August-Dähn-Straße 8 (Karte)                                       | Wohnhaus                                                                      | 2-gesch., sanierter Putzbau mit 3-gesch. Zwerchgiebel und Krüppelwalm | Wohnhaus                                                                      |
|    | August-Dähn-Straße/Saarstraße (Karte)                              | katholische Kirche                                                            | Neogotischer Backsteinbau von 1910 mit rechteckigem Chor und 4-geschossigem Turm mit Zeltdach. | katholische Kirche                                                            |
|    | Badstubenstraße 1 (Karte)                                          | Wohnhaus                                                                      | 2-gesch. unsanierter Putzbau | Wohnhaus                                                                      |
|    | Badstubenstraße 10 (Karte)                                         | Wohnhaus                                                                      | 2-gesch., verputztes, unsaniertes Giebelhaus | Wohnhaus                                                                      |
|    | Badstubenstraße 25 (Karte)                                         | Wohnhaus                                                                      | 3-gesch. unsanierter Putzbau | Wohnhaus                                                                      |
|    | Badstubenstraße 28 (Karte)                                         | ehemalige Töpferei (Hofgebäude)                                               | 2-gesch Backsteinbau | ehemalige Töpferei (Hofgebäude)                                               |
|    | Badstubenstraße 41 (Karte)                                         | Wohnhaus                                                                      | 2-gesch sanierter Putzbau mit Satteldach | Wohnhaus                                                                      |
|    | Badstubenstraße 45 (Karte)                                         | Wohnhaus                                                                      | 2-gesch., verputztes, unsaniertes Giebelhaus | Wohnhaus                                                                      |
|    | Badstubenstraße 47 (Karte)                                         | Wohnhaus                                                                      | 2-gesch sanierter Putzbau mit Satteldach | Wohnhaus                                                                      |
|    | Bahnhofstraße 5 (Karte)                                            | Wohnhaus                                                                      | Eckhaus mit Geschäft und Wohnungen | Wohnhaus                                                                      |
|    | Bahnhofstraße 12 (Karte)                                           | Wohnhaus, Fassade                                                             | | Wohnhaus, Fassade                                                             |
|    | Bahnhofstraße 35 (Karte)                                           | Wohnhaus                                                                      | Kleines altes Haus im Landarbeiterstil | Wohnhaus                                                                      |
|    | Bahnhofstraße 72 (Karte)                                           | Schule                                                                        | Heute beheimatet das Gebäude die Musikschule. Es ist ein großes Klinkergebäude mit Zugang von der Bahnhofstraße. Seit den 1980er Jahren erhielt das Gebäude linksseitig einen modernen Anbau. | Schule                                                                        |
|    | Bahnhofstraße 118-122 (Karte)                                      | Arbeiterwohnsiedlung                                                          | Diese Häusergruppe nahe den „Anlagen“ wurde mittlerweile abgerissen, auch die Fundamente sind nicht mehr vorhanden. Das Gelände ist heute eine unbebaute Wiese. | Arbeiterwohnsiedlung                                                          |
|    | Bahnhofstraße (Karte)                                              | Bahnhof                                                                       | 2- und 3-gesch. sanierter Klinkerbau von 1863 als Durchgangsbahnhof der Bahnstrecke Züssow–Wolgast Hafen. Bis zur Sanierung gab es im Bahnhof eine MITROPA Gaststätte. Heute wird er größtenteils von der Usedomer Bäderbahn betrieben. Daneben gab es ein flaches Gebäude, welches als Güterbahnhof diente. | Weitere Bilder                                                                |
|    | Bahnhofstraße (Karte)                                              | Ehrenmal für die Verfolgten des Naziregimes                                   | Denkmalanlage mit Gedenkstein und Flammenhalter, Zugang von der Bahnhofstraße, der Gedenkstein steht mittig, umgeben von einer flach bepflanzten Grünanlage. Das Ehrenmal hat die Grundfläche eines konvexen Viereckes, begrenzt und erhöht durch eine ca. 1 m hohen Mauer | Ehrenmal für die Verfolgten des Naziregimes                                   |
|    | Bahnhofstraße/Schiffbauer Damm 1 (Karte)                           | Peenewerft, ehemalige Verwaltungsgebäude und Ledigenwohnheim                  | | Peenewerft, ehemalige Verwaltungsgebäude und Ledigenwohnheim                  |
|    | Belvedere (Karte)                                                  | Turm                                                                          | Das Belvedere liegt in den „Anlagen“, dem Wolgaster Stadtpark, auf einem Hügel. Es besteht aus einem siebeneckigen Hauptgebäude mit einem Turm. Das Gebäude besteht aus altem Klinker. Es wurde um 1850 errichtet und diente als Ausflugslokal. Es hat zurzeit keine Nutzung und unterliegt dem Verfall. | Weitere Bilder                                                                |
|    | Berliner Straße 12 (Karte)                                         | Haustür                                                                       | restaurierte, doppelflügelige Haustür mit Oberfenster, die Flügel der Tür sind mit symmetrischen Elementen verziert | Haustür                                                                       |
|    | Breite Straße 6a (Karte)                                           | Wohnhaus                                                                      | bürgerliches, zweigeschossiges Wohnhaus, Verzierungen auf der Frontseite, Flachdach, Hauseingang im Hochparterre | Wohnhaus                                                                      |
|    | Breite Straße 6b (Karte)                                           | Wohnhaus                                                                      | bürgerliches, zweigeschossiges Wohnhaus, Verzierungen auf der Frontseite, Flachdach, Hauseingang im Hochparterre | Wohnhaus                                                                      |
|    | Breite Straße 6c (Karte)                                           | Gericht                                                                       | ehemaliges Amtsgericht (2015), Klinkerbau mit verziertem Giebelteil, kaiserlich- preußischer Baustil, in den 90er Jahren komplett modernisiert aber z. Z. ohne Nutzungskonzept der Stadt Wolgast | Gericht                                                                       |
|    | Breite Straße 16 (Karte)                                           | Wohnhaus                                                                      | Wohnhaus gelb verklinkert mit zweigeschossigem, höher und breiterem Mittelteil, flach geneigtes Dach | Wohnhaus                                                                      |
|    | Breite Straße 21 (Karte)                                           | Wohnhaus                                                                      | eigentlich wurde dieses Haus als Verwaltungsgebäude gebaut, es wurde lange Zeit als Polizei- und Amtsgebäude genutzt, Klinkerbau mit langer Gaube zur Hausfront, unterkellert, Eingang seitlich | Wohnhaus                                                                      |
|    | Breite Straße (Karte)                                              | Kapelle St. Jürgen mit Kirchhof, zwei Portalen und Feldsteintrockenmauer      | Einschiffiger Backsteinbau vom 15. Jh., Eingangsvorhalle 19. Jh., östliche Teil Mitte des 20. Jh., Dachreiter als Glockentürmchen; Innen: Flachdecke, Glasgemälde 1950er Jahre, evangelische Kirche | Kapelle St. Jürgen mit Kirchhof, zwei Portalen und Feldsteintrockenmauer      |
|    | Burgstraße 2 (Karte)                                               | Fassade                                                                       | bürgerliches Altstadtgebäude, zweietagig mit Dachgauben zur Frontseite, die Fassade enthält horizontale Verzierungen, das Haus wurde komplett renoviert | Fassade                                                                       |
|    | Burgstraße 3 (Karte)                                               | Fassade                                                                       | | Fassade                                                                       |
|    | Burgstraße 4 (Karte)                                               | Wohnhaus                                                                      | | Wohnhaus                                                                      |
|    | Burgstraße 5 (Karte)                                               | Wohnhaus mit Speicher auf dem Hof                                             | | Wohnhaus mit Speicher auf dem Hof                                             |
|    | Burgstraße 6 (Karte)                                               | Neues Rathaus mit Speicher                                                    | 3-gesch., 7-achs. Putzbau von nach 1713 mit 4-gesch.,Mansarddach, um 1998 Sanierung durch Städtebauförderung | Neues Rathaus mit Speicher                                                    |
|    | Burgstraße 7 (Karte)                                               | Wohnhaus                                                                      | | Wohnhaus                                                                      |
|    | Burgstraße 8 (Karte)                                               | Wohnhaus                                                                      | | Wohnhaus                                                                      |
|    | Burgstraße 9 (Karte)                                               | Wohnhaus                                                                      | | Wohnhaus                                                                      |
|    | Burgstraße 9a (Karte)                                              | Speicher                                                                      | | Speicher                                                                      |
|    | Burgstraße 10 (Karte)                                              | Wohnhaus                                                                      | | Wohnhaus                                                                      |
|    | Chausseestraße 36 (Karte)                                          | Wohnhaus                                                                      | | Wohnhaus                                                                      |
|    | Chausseestraße 60 (Karte)                                          | Villa                                                                         | | Villa                                                                         |
|    | Fährstraße 15 (Karte)                                              | Wohnhaus                                                                      | Das Haus ist sehr verfallen. Die obere Etage fehlt. | Wohnhaus                                                                      |
|    | Fährstraße 19 (Karte)                                              | Wohnhaus                                                                      | | Wohnhaus                                                                      |
|    | Fährstraße 28 (Karte)                                              | Haustür                                                                       | ehr schön restaurierte Haustür in dunklem Holz, zweiflügelig mit restaurierten Verzierungen auf der Tür und am Rahmen | Haustür                                                                       |
|    | Fischmarkt 5 (Karte)                                               | ehemalige Fabrik mit Speicher (Verwaltungsgebäude)                            | rundstück ist Fischmarkt 5+7, Nr. 5 als linkes Gebäudeteil wurde abgerissen, Nr. 7 wurde erhalten und totalrestauriert | ehemalige Fabrik mit Speicher (Verwaltungsgebäude)                            |
|    | Franzstraße/Schloßstraße (Karte)                                   | Lehrwerkstatt, ehemalige Spritbrennerei und zwei ehemalige Verwaltungsgebäude | ehemaliges Hauptgebäude (totalsaniert), Überreste des Verwaltungsgebäudes als Mauer mit Eingangstor, später Holzbau (1868–1953 wurden dort Holzhäuser u. a. die berühmten „Drachenhäuser“ als Fertighäuser gefertigt), dann bis 1990 Fenster und Türen (VEB Holzbau Wolgast). | Lehrwerkstatt, ehemalige Spritbrennerei und zwei ehemalige Verwaltungsgebäude |
|    | Hafenstraße 1 (Karte)                                              | Wohnhaus                                                                      | | Wohnhaus                                                                      |
|    | Hafenstraße 4 (Karte)                                              | Speicher                                                                      | Der Speicher wurde zum Wohn- und Geschäftshaus umgebaut | Speicher                                                                      |
|    | Hafenstraße 22 (Karte)                                             | kleiner Speicher                                                              | Der Speicher wurde abbildgetreu restauriert, beinhaltet jetzt ein Restaurant und Wohnungen | kleiner Speicher                                                              |
|    | Karlstraße 7 (Karte)                                               | Haustür                                                                       | Diese Haustür wurde neu aufgearbeitet aber nicht restauriert. Sämtliche Verzierungen gingen verloren. | Haustür                                                                       |
|    | Kirchplatz 2 (Karte)                                               | Wohnhaus                                                                      | | Wohnhaus                                                                      |
|    | Kirchplatz 3-5 (Karte)                                             | Wohnhaus                                                                      | | Wohnhaus                                                                      |
|    | Kirchplatz 6 (Karte)                                               | Wohnhaus mit Fachwerkbude                                                     | | Wohnhaus mit Fachwerkbude                                                     |
|    | Kirchplatz 7 (Karte)                                               | Wohnhaus                                                                      | | Wohnhaus                                                                      |
|    | Kirchplatz 8 (Karte)                                               | Schule                                                                        | 3-gesch., 13-achs. Putzbau mit 4-gesch. Mittelgiebel und Walmdach | Schule                                                                        |
|    | Kirchplatz 9-11 (Karte)                                            | Wohnhaus                                                                      | | Wohnhaus                                                                      |
|    | Kirchplatz (Karte)                                                 | Kirche St. Petri                                                              | 3-schiffige, 4-jochige, gotische Basilika aus Backstein von 1280–1350, umbau im 15. Jh., nach Brand 1716–1728 Wiederhergestellt; Südwand mit vorh. frühgotischen Bauteilen; 1-jochiger Chor mit Umgang; 5-gesch. gotischer Turm mit 8-eckigem Aufsatz von 1727 und Zeltdach von 1920; spätgotische Anbauten mit nordseitiger Kapelle und Sakristei bzw. Taufkapelle sowie südseitiger, 2-gesch. Petrikapelle und daneben 1-gesch. Raum; Herzoggruft von 1560–1587 der Pommernherzöge, Orgel von 1988 | Weitere Bilder                                                                |
|    | Kleinbrückenstraße 4 (Karte)                                       | ehem. Schloßkanzlei (Wohnhaus)                                                | 2-gesch., sanierter Putzbau | ehem. Schloßkanzlei (Wohnhaus)                                                |
|    | Kleinbrückenstraße 5 (Karte)                                       | Keller und Hochparterre                                                       | | Keller und Hochparterre                                                       |
|    | Kronwiekstraße 3 (Karte)                                           | Wohnhaus                                                                      | | Wohnhaus                                                                      |
|    | Kronwiekstraße 17 (Karte)                                          | Wohnhaus                                                                      | Kronwiekstraße 17 | Wohnhaus                                                                      |
|    | Kronwiekstraße 23 (Karte)                                          | Wohnhaus (Geburtshaus Willy Stöwers)                                          | | Wohnhaus (Geburtshaus Willy Stöwers)                                          |
|    | Kronwiekstraße 45 (Karte)                                          | Wohnhaus mit Nebengebäude (Geburtshaus Philipp Otto Runges)                   | Geburtshaus Philipp Otto Runges, 2-gesch., 5-achs., sanierter Putzbau von um 1810 auf Feldsteinsockel | Wohnhaus mit Nebengebäude (Geburtshaus Philipp Otto Runges)                   |
|    | Kronwiekstraße 47 (Karte)                                          | Erker                                                                         | | Erker                                                                         |
|    | Kurze Straße 4 (Karte)                                             | Pferdestall                                                                   | | Pferdestall                                                                   |
|    | Kurze Straße 8 (Karte)                                             | Wohnhaus und Hofgebäude                                                       | | Wohnhaus und Hofgebäude                                                       |
|    | Lange Straße 1 (Karte)                                             | Wohnhaus mit Hofgebäude                                                       | | Wohnhaus mit Hofgebäude                                                       |
|    | Lange Straße 2 (Karte)                                             | Hofgebäude                                                                    | | Hofgebäude                                                                    |
|    | Lange Straße 3 (Karte)                                             | Wohnhaus mit Hofgebäude                                                       | | Wohnhaus mit Hofgebäude                                                       |
|    | Lange Straße 4 (Karte)                                             | Wohn- und Geschäftshaus                                                       | | Wohn- und Geschäftshaus                                                       |
|    | Lange Straße 5 (Karte)                                             | Wohn- und Geschäftshaus                                                       | | Wohn- und Geschäftshaus                                                       |
|    | Lange Straße 6 (Karte)                                             | Wohn- und Geschäftshaus                                                       | | Wohn- und Geschäftshaus                                                       |
|    | Lange Straße 8/9 (Karte)                                           | Wohnhaus                                                                      | | Wohnhaus                                                                      |
|    | Lange Straße 14 (Karte)                                            | Wohnhaus                                                                      | | Wohnhaus                                                                      |
|    | Lange Straße 15 (Karte)                                            | Wohnhaus                                                                      | | Wohnhaus                                                                      |
|    | Lange Straße 16 (Karte)                                            | Wohnhaus                                                                      | | Wohnhaus                                                                      |
|    | Lange Straße 19 (Karte)                                            | ehemaliges Wohnhaus mit Speicher (Sparkasse)                                  | | ehemaliges Wohnhaus mit Speicher (Sparkasse)                                  |
|    | Lange Straße 20 (Karte)                                            | Wohnhaus                                                                      | | Wohnhaus                                                                      |
|    | Lange Straße 22 (Karte)                                            | Wohnhaus                                                                      | | Wohnhaus                                                                      |
|    | Mühlentrift (Karte)                                                | Mühle mit Nebengebäude                                                        | Backsteinbauten von 1880, Turm mit achteckigem Holzaufsatz, 2023 bei einem Brand zerstört. | Mühle mit Nebengebäude                                                        |
|    | Platz der Jugend (Karte)                                           | Postamt                                                                       | 2-gesch., sanierter Klinkerbau der Gründerzeit, erbaut 1885 vom Wolgaster Baumeister Max Heinrichs, 4 Eckrisalite mit Treppengiebel, heute ein Hostel | Postamt                                                                       |
|    | Rathausplatz 1 (Karte)                                             | Wohn- und Geschäftshaus                                                       | 3-gesch., sanierter Putzbau mit barockem Giebel | Weitere Bilder                                                                |
|    | Rathausplatz 2 (Karte)                                             | Bankgebäude                                                                   | 4-gesch., sanierter Klinkerbau der 1920/30er Jahre im Bauhaus-Stil, Architekt: Hans Poelzig. | Weitere Bilder                                                                |
|    | Rathausplatz 3 (Karte)                                             | Kaufhaus                                                                      | | Kaufhaus                                                                      |
|    | Rathausplatz 4 (Karte)                                             | Wohnhaus                                                                      | | Wohnhaus                                                                      |
|    | Rathausplatz 5 (Karte)                                             | Wohnhaus                                                                      | | Wohnhaus                                                                      |
|    | Rathausplatz 6 (Karte)                                             | Wohnhaus und Speicher (Museum)                                                | 3-gesch. verputzter, sanierter Fachwerkspeicher mit holländischer Dachkonstruktion von 1660; Umbau zum Restaurant von 1840, seit 1955 auch Heimatstube und seit 1982 Stadtgeschichtliches Museum; Sanierung von 1995, das Haus wird auch „Kaffeemühle“ wegen des Aussehens genannt | Weitere Bilder                                                                |
|    | Rathausplatz 8 (Karte)                                             | Wohn- und Geschäftshaus                                                       | | Wohn- und Geschäftshaus                                                       |
|    | Rathausplatz 9 (Karte)                                             | Fassade                                                                       | | Fassade                                                                       |
|    | Rathausplatz (Karte)                                               | Rathaus                                                                       | Gotischer Vorgängerbau vom 14. Jahrhundert, 2-gesch. Barocker Putzbau von 1718 bis 1724, Marktfront mit geschweiftem, dreiachsigen Giebel und Laternentürmchen von 1780; Sanierung von 2000 | Rathaus                                                                       |
|    | Saarstraße/Chausseestraße (Karte)                                  | Fabrik (ehemalige Nickelsche Eisengießerei)                                   | Reste der Gebäude der Eisengießerei, ein Gebäude mit Schornstein, alle Gebäude sind Klinkerbauten. Totaler Abriss im März 2018. | Fabrik (ehemalige Nickelsche Eisengießerei)                                   |
|    | Schifferstraße 133 (Karte)                                         | Wohnhaus                                                                      | restauriertes Wohnhaus aus dem 19. Jahrhundert | Wohnhaus                                                                      |
|    | Schifferstraße 14 (Karte)                                          | Haustür                                                                       | restaurierte Haustür eines Hauses auf der Schloßinsel, die Türornamente sowie die Verzierungen am Türrahmen wurden erhalten | Haustür                                                                       |
|    | Schifferstraße 19 (Karte)                                          | Wohnhaus                                                                      | Restauriertes Haus, auch die Fenster sind nach altem Vorbild ersetzt worden, sehr gut ist auch die Haustür mit ihren Ornamenten und dem Rundbogen im Eingangsbereich erhalten | Wohnhaus                                                                      |
|    | Schifferstraße 28 (Karte)                                          | Wohnhaus                                                                      | restauriertes Giebelhaus, die Verzierungen gingen verloren | Wohnhaus                                                                      |
|    | Schusterstraße 1 (Karte)                                           | Wohnhaus                                                                      | restauriertes Fachwerkhaus | Wohnhaus                                                                      |
|    | Schusterstraße 2 (Karte)                                           | Wohnhaus                                                                      | ehemalige Bäckerei Drühl, Gebäude wurde 1849 erbaut, Fachwerkbau mit Verzierungen an der Frontseite | Wohnhaus                                                                      |
|    | Schusterstraße 7 (Karte)                                           | Wohnhaus                                                                      | Stadthaus mit Giebel zur Straße | Wohnhaus                                                                      |
|    | Schusterstraße 12 (Karte)                                          | Wohnhaus                                                                      | Baujahr 1750, 2002 restauriertes Altstadt-Eckhaus, originalgetreue Fenster, verzierte Eingangstür | Wohnhaus                                                                      |
|    | Schusterstraße 32/33 (Karte)                                       | Wohnhaus                                                                      | Restauriertes, dreietagiges Stadt-Eckhaus mit Ornamenten und Verzierungen, in der unteren Etage waren schon immer Geschäftsräume | Wohnhaus                                                                      |
|    | Schützenstraße 28 (Karte)                                          | Wohnhaus                                                                      | | Wohnhaus                                                                      |
|    | An der Stadtmauer, Am Lustwall, Oberwallstraße, Fischmarkt (Karte) | Stadtmauer, diente im Mittelalter der Stadtverteidigung                       | Die Reste der Stadtmauer bestehen aus den vier Teilen An der Stadtmauer, Am Lustwall, Oberwallstraße, und Fischmarkt. In der Oberwallstraße (B 111) existiert sie noch mit einem alten Pulverturm. Es gibt gerade, lange Reste am Lustwall. An der Stadtmauer gibt es ein ca. 50 m langes, gestütztes Mauerstück und Am Fischmarkt gibt es einen ca. 20 m langen Mauerrest. Die Stadtmauer besteht aus mittelalterlichen Ziegeln gleicher Größe. .                                                   | Stadtmauer, diente im Mittelalter der Stadtverteidigung                       |
|    | Steinstraße 8 (Karte)                                              | Wohn- und Geschäftshaus                                                       | | Wohn- und Geschäftshaus                                                       |
|    | Steinstraße 9 (Karte)                                              | Wohn- und Geschäftshaus                                                       | | Wohn- und Geschäftshaus                                                       |
|    | Steinstraße 10 (Karte)                                             | Wohn- und Geschäftshaus                                                       | | Wohn- und Geschäftshaus                                                       |
|    | Steinstraße 11a (Karte)                                            | Wohn- und Geschäftshaus mit Fabrik im Hof                                     | | Wohn- und Geschäftshaus mit Fabrik im Hof                                     |
|    | Steinstraße 12 (Karte)                                             | Wohn- und Geschäftshaus                                                       | | Wohn- und Geschäftshaus                                                       |
|    | Steinstraße 14 (Karte)                                             | Wohn- und Geschäftshaus                                                       | | Wohn- und Geschäftshaus                                                       |
|    | Swinkestraße 4 (Karte)                                             | Wohnhaus                                                                      | restaurierter Fachwerkbau eines Stadthauses | Wohnhaus                                                                      |
|    | Swinkestraße 5 (Karte)                                             | Wohnhaus                                                                      | Restaurierter Fachwerkbau mit leichter, seitlicher Hanglage | Wohnhaus                                                                      |
|    | Unterwallstraße 18a (Karte)                                        | Schule                                                                        | | Schule                                                                        |
|    | Werftstraße 16 (Karte)                                             | Haustür                                                                       | | Haustür                                                                       |
|    | Werftstraße 22 (Karte)                                             | Wohnhaus                                                                      | | Wohnhaus                                                                      |
|    | Wilhelmstraße 8 (Karte)                                            | Wohn- und Geschäftshaus                                                       | | Wohn- und Geschäftshaus                                                       |
|    | Wilhelmstraße 12 (Karte)                                           | Wohn- und Geschäftshaus                                                       | | Wohn- und Geschäftshaus                                                       |
|    | Wilhelmstraße 13 (Karte)                                           | Haustür                                                                       | | Haustür                                                                       |
|    | Wilhelmstraße 23 (Karte)                                           | Hofanlage mit zwei Ställen und Scheune                                        | | Hofanlage mit zwei Ställen und Scheune                                        |
|    | Wilhelmstraße 29 (Karte)                                           | Wohnhaus                                                                      | | Wohnhaus                                                                      |
|    | Wilhelmstraße 32 (Karte)                                           | Bauernhof                                                                     | | Bauernhof                                                                     |
|    | Wilhelmstraße 53b (Karte)                                          | Wohnhaus                                                                      | | Wohnhaus                                                                      |
|    | Wilhelmstraße 54 (Karte)                                           | ehemalige Gerberei, Hintergebäude                                             | | ehemalige Gerberei, Hintergebäude                                             |
|    | Greifswalder Straße 12 Ecke Schulstraße (Karte)                    | Windmühle (in der Nähe der Greifswalder Straße)                               | | Windmühle (in der Nähe der Greifswalder Straße)                               |

### Buddenhagen
| ID | Lage                                                  | Bezeichnung           | Beschreibung | Bild                  |
| -- | ----------------------------------------------------- | --------------------- | ------------ | --------------------- |
|    | Jägerweg 1a (Karte)                                   | Villa                 |              | Villa                 |
|    | Jägerweg 13 (Karte)                                   | Scheune der Försterei |              | Scheune der Försterei |
|    | Am Wald-Wahlendower Straße-Alte Bahnhofstraße (Karte) | Transformatorenhaus   | Klinkerbau   | Transformatorenhaus   |

### Hohendorf
| ID | Lage                                          | Bezeichnung                                              | Beschreibung                                  | Bild                                                     |
| -- | --------------------------------------------- | -------------------------------------------------------- | --------------------------------------------- | -------------------------------------------------------- |
|    | Kirchberg (Karte)                             | Kirche und Friedhofsmauer mit Portal                     |                                               | Kirche und Friedhofsmauer mit Portal                     |
|    | Kirchberg (Karte)                             | Pfarrhof mit Pfarrhaus, Scheune und kleinem Nebengebäude |                                               | Pfarrhof mit Pfarrhaus, Scheune und kleinem Nebengebäude |
|    | Hohendorfer Chausseestraße 2 (Karte)          | Kate                                                     | Fachwerkbau mit Lehmverputzung und Schilfdach | Kate                                                     |
|    | Am Mühlenbach 3 (Alt: Peenestraße 16) (Karte) | ehemalige Wassermühle                                    |                                               | ehemalige Wassermühle                                    |

### Weidehof/Ortsteil von Wolgast
| ID | Lage                      | Bezeichnung                                | Beschreibung | Bild                                       |
| -- | ------------------------- | ------------------------------------------ | --- | ------------------------------------------ |
|    | Tannenkampweg 52b (Karte) | Gutsanlage mit Gutshaus, Stall und Scheune | Bestehend aus zwei großen Ställen, auch als Scheune genutzt, und einem kleinen Gerätehaus. Mittig, nach hinten versetzt, befindet sich das Gutshaus, umgeben von einer Feldsteinmauer. | Gutsanlage mit Gutshaus, Stall und Scheune |

### Zarnitz
| ID | Lage                                      | Bezeichnung                               | Beschreibung | Bild                                      |
| -- | ----------------------------------------- | ----------------------------------------- | ------------ | ----------------------------------------- |
|    | Zum Kamp 10 (Alt: Dorfstraße 6/8) (Karte) | Bauernhof mit Wohnhaus, Scheune und Stall |              | Bauernhof mit Wohnhaus, Scheune und Stall |
|    | Zum Kamp 14 (Alt: Dorfstraße 7) (Karte)   | Bauernhof mit Wohnhaus, Stall und Scheune |              | Bauernhof mit Wohnhaus, Stall und Scheune |
|    | Zur Trift 1 (Alt: Dorfstraße 15) (Karte)  | Gutshaus und Pumpe                        |              | Gutshaus und Pumpe                        |

## Ehemalige Baudenkmale

### Wolgast
| ID | Lage                       | Bezeichnung | Beschreibung                                      | Bild |
| -- | -------------------------- | ----------- | ------------------------------------------------- | ---- |
|    | Badstubenstraße 48 (Karte) | Wohnhaus    | Das Haus wurde abgerissen.                        |      |
|    | Berliner Straße 20 (Karte) | Wohnhaus    | Das Haus wurde abgerissen.                        |      |
|    | Friedrichstraße 18 (Karte) | Wohnhaus    | Das Haus wurde abgerissen.                        |      |
|    | Schusterstraße 42 (Karte)  | Wohnhaus    | Das Haus wurde abgerissen, die Fläche steht frei. |      |
|    | Schusterstraße 43 (Karte)  | Wohnhaus    | Das Haus wurde abgerissen.                        |      |
|    | Schusterstraße 44 (Karte)  | Wohnhaus    | Das Haus wurde abgerissen.                        |      |
|    | Schützenstraße 2 (Karte)   | Haustür     | Das Haus wurde abgerissen.                        |      |